# Vatt Lobo
El VATT Lobo (acrónimo de Vehículo de Ataque Todo Terreno) es un vehículo militar todoterreno ligero de capacidad antitanque desarrollado para las Fuerzas Armadas de Perú por la empresa peruana Diseños Casanave International S.A.C. y diseñado por el ingeniero Sergio Casanave Quelopana.

## Historia
Este vehículo multipropósito fue creado originalmente para las Fuerzas Armadas de Perú, y se vio por primera vez en el año 2005. El diseño fue realizado por el ingeniero Sergio Casanave Quelopana, en el marco del Proyecto Diede-2005. Posteriormente fue exportado a diferentes países con motor más potente y variantes de armamento.

## Especificaciones técnicas
El vehículo es propulsado por un motor de Volkswagen Escarabajo de 1,600 a 2,000 cc enfriado por aire, y por el motor Subaru EJ-25 de 2,500 cc. Está equipado con armas antitanque, aparte de armas antipersonal.
El VATT Lobo transporta una tripulación de 3 hombres y es aerotransportable,  con placas de acero balístico y tratamiento especial anticorrosivo. Existe una versión con aleación de titanio para la exportación. 

## Armamento
Este vehículo está armado básicamente con:
- una ametralladora pesada M2HB calibre 12,7 x 99 mm.
- una ametralladora media FN MAG de 7,62 mm como arma antipersonal.
- un lanzacohetes antitanque RPG-7V (6 cohetes).
- misiles antitanque que pueden ser los Malyutka-2 9M14M2 (Rusia), HJ-73C (china), Kornet-E (Rusia), Spike LR (Israel) o HALCÓN (Perú).
- las armas de los tripulantes del vehículo.

## Diseño
Diseñado y creado dentro del Proyecto DIEDE-2005 donde se contemplaba la compra de un vehículo antitanque ligero, dadas las capacidades de Diseños Casanave Corporation S.A.C. se le encomienda el diseño de un vehículo aerotransportable ligero, que pudiese ser reparado por personal poco experimentado, o por cualquiera con conocimientos básicos de mecánica de automóviles civiles; por ello se escoge un motor accesible, de conocimiento común en su funcionamiento y reparable por operarios inexpertos, y que pudiera salvar obstáculos encontrables en el desierto, la cordillera, la puna andina, y en la selva, operando normalmente en cualquiera de estos entornos, es por ello que el vehículo es fácilmente modificable; de muy fácil camuflaje, y de prestaciones muy altas y acordes con su finalidad.
Este vehículo ha sido el predecesor de diferentes creaciones alrededor del mundo, existiendo contrapartes de posterior producción en China, Israel, Estados Unidos, Argentina, etc.

## Usuarios
- Perú (210 VATT LOBO)
- Angola (50 VATT)
- Guinea (12 VATT)
- Honduras (12 VATT)
- Níger (15 VATT)
- Ucrania (12 VATT)